# Амфилохий (Цукос)
Митрополи́т Амфило́хий (греч. Μητροπολίτης Αμφιλόχιος; в миру Адама́ндиос Цу́кос, греч. Αδαμάντιος Τσούκος; род. 1938, Лардос, Родос) — епископ Константинопольской Православной Церкви, митрополит Ганский и Хорский (с 2018).

## Биография
Начальное образование получил на родном острове. Затем учился в Патмосской церковной школе, после чего в 1959 году поступил в Халкинскую богословскую школу.
8 декабря 1962 года был пострижен в монашество в Троицком храме Халкинской школы. На следующий день был рукоположен во иеродиакона митрополитом Ставропольским Максимом (Репанеллисом). 9 июля 1963 года в храме Свято-Троицкого монастыря на острове Халки им же был рукоположён во иеромонаха.
В том же году окончил из Халкинскую школу, защитив диссертацию на тему «Догматическое учение Корана».
С 1964 по 1968 год служил в Патмосском Благовещенском монастыре, при старце Амфилохии (Макрисе). В 1969 году был назначен преподавателем в Патмиаде.
В 1972 году отправился в Африку, где служил миссионером в Кении, Танзании и Заире.
В 1974 году патриархом Александрийским Николаем VI в Лумумбашинском Благовещенском храме был возведён в сан архимандрита.
В 1978 году возвратился к преподаванию в Патмиаде.
В 1989 году перевёлся проповедником в Родосскую митрополию.
22 мая 1990 года был избран игуменом Фаррийского Михаило-Архангельского монастыря.
15 июня 2005 года был избран, а 9 июля того же года рукоположен во епископа Эрифрского, викария Родосской кафедры. Хиротонию в Родосском Благовещенском соборе возглавил митрополит Родосский Кирилл (Коеракис).
13 октября 2005 года был избран митрополитом Новозеландским.
Следуя призыву патриарха Константинопольского Варфоломея об увеличении числа клириков, имеющих турецкое гражданство, что позволяло бы в будущем участвовать в выборах патриарха Константинопольского, получил паспорт гражданина Турции.
30 мая 2018 года избран митрополитом Ганским и Хорским.
3 октября 2022 года решением Священного Синода Константинопольского Патриархата уолен на покой.